# FK Spartaks Jūrmala
FK Spartaks Jūrmala este un club de fotbal din Jūrmala, Letonia.

## Palmares
- Prima Divizie Letonă (1): 2011

- A Doua Divizie Letonă (1): 2007

## Jucători notabili
- Daniel Buitrago
- Nauris Bulvītis
- Moustapha Dabo
- Viktors Morozs
- Jairo Mosquera
- Vīts Rimkus
- Carlos Rúa
- Ricardo Ulloa
- Aleksejs Višņakovs

## Antrenori
| Nume                 | Perioada                     |
| -------------------- | ---------------------------- |
| Sergejs Golubevs     | 2007−09                      |
| Pjotrs Trebuhovs     | 2010                         |
| Artūrs Šketovs       | 2011                         |
| Oļegs Blagonadeždins | 2012                         |
| Arminas Narbekovas   | Jul 23, 2012−Dec 31, 2012    |
| Oleg Kubarev         | Feb 8, 2013−Jul 28, 2013     |
| Aleksandrs Stradiņš  | Jul 2013−Sep 13 (interimar)  |
| Jurijs Popkovs       | Sep 2013−Dec 2013            |
| Fabio Micarelli      | 2014                         |
| Oļegs Blagonadeždins | 2014                         |
| Roman Pilipciuk      | iunie 2014−iulie 2015        |
| Aleksandrs Koļinko   | iulie 2015−decembrie 2015    |
| Oleg Kubarev         | ianuarie 2016−decembrie 2016 |
| Marek Zub            | februarie 2016−20??          |